# Paulo Machado
Paulo Ricardo Ribeiro de Jesus Machado (* 31. März 1986 in Bairro do Cerco, einem Stadtviertel Portos) ist ein ehemaliger portugiesischer Fußballspieler.

## Karriere

### Im Verein
Machado erlernte das Fußballspielen in der Jugend des FC Porto und debütierte in der Saison 2003/04 im Rahmen eines Pokalspiels unter Trainer José Mourinho bei den Profis. Im Sommer 2005 unterschrieb er beim Verein einen Fünfjahresvertrag und wurde zunächst an den CF Estrela Amadora und anschließend an União Leiria und Leixões SC ausgeliehen. In der Saison 2008/09 führte ihn ein weiteres Leihgeschäft in die Ligue 1 zum AS Saint-Étienne. Dort trug er mit seinen Leistungen zum Klassenerhalt bei. Zur Spielzeit 2009/10 unterschrieb Machado einen Vierjahresvertrag beim FC Toulouse. Zur Saison 2012/13 wechselte Machado nach Griechenland zu Olympiakos Piräus.

### In der Nationalmannschaft
Machado durchlief die Jugendnationalmannschaften seines Landes. Im Jahr 2003 gewann er die U17-Europameisterschaft. Darüber hinaus nahm er an der U21-Europameisterschaft 2007 teil.
Am 17. November 2010 gab er unter Nationaltrainer Paulo Bento sein Debüt in der A-Nationalmannschaft im Rahmen eines Freundschaftsspiels gegen Spanien.

## Erfolge
- U-17-Europameister: 2003
- Griechischer Meister: 2012/13, 2013/14
- Griechischer Pokalsieger: 2012/13
- Kroatischer Meister: 2014/15, 2015/16
- Kroatischer Pokalsieger: 2014/15, 2015/16